# 研究

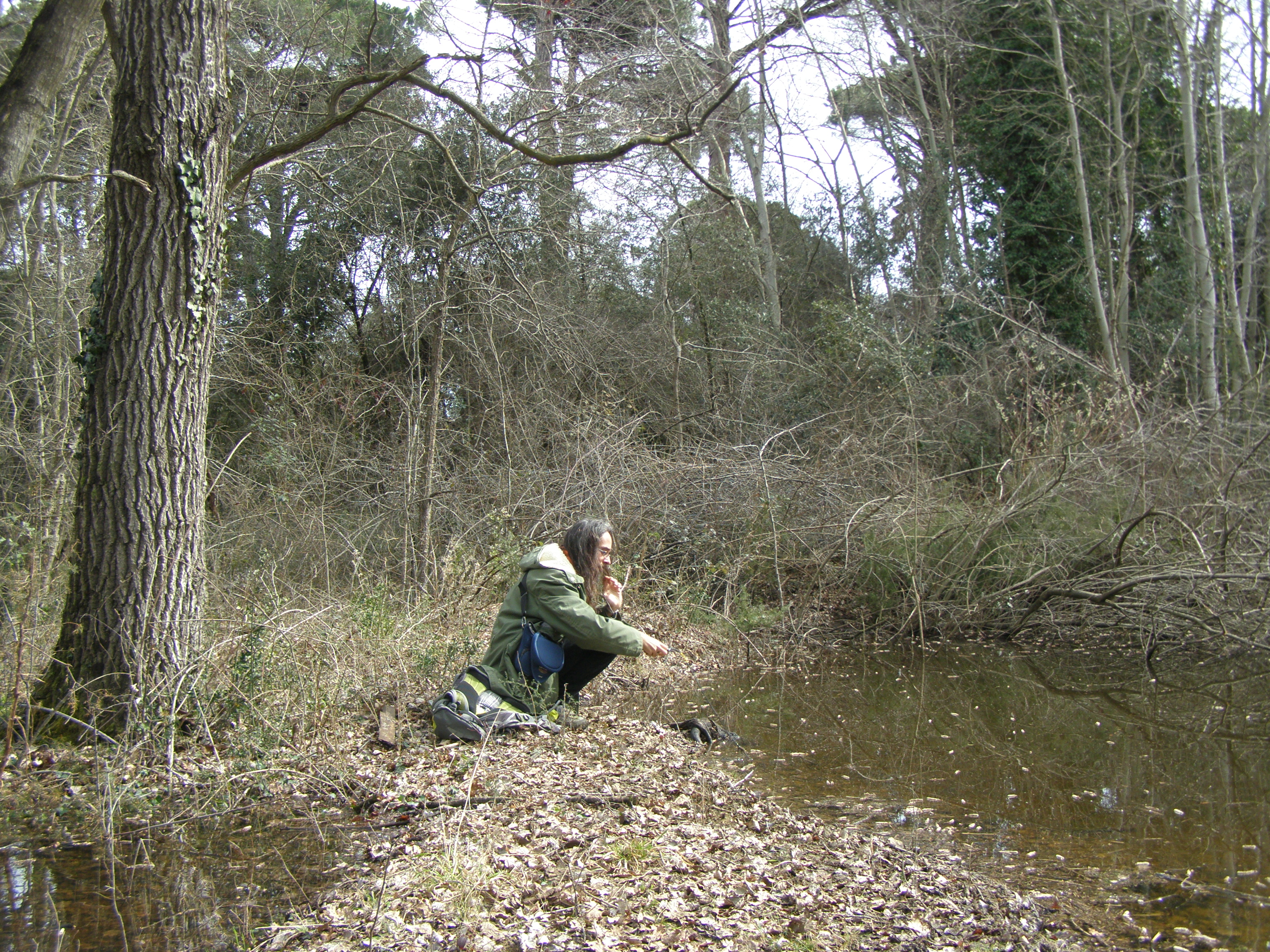
両生類について研究している様子

研究（けんきゅう、英: research リサーチ）とは、ある特定の物事について、人間の知識を集めて考察し、実験、観察、調査などを通して調べて、その物事についての事実あるいは真理を追求する一連の過程のことである。語義としては「研ぎ澄まし究めること」の意。

## 目的
研究と称される行為の目的は多種多様であり、自明に求められる成果は目的によって異なる。

### 学術的研究
学術的な研究の目的は、突き詰めれば新しい事実や解釈の発見である。それゆえ研究の遂行者は、得られた研究成果が「新しい事実や解釈の発見」であることを証明するために、それが先行研究によってまだ解明されていないこと（新規性）も示す必要がある。また、自身の研究成果が新しい発見であることを他の研究者によって認めてもらうためには、学会や査読付き論文などにおいて研究成果を公表しなければならない。もしどんなに優れた研究成果が得られても、それが他の研究者によってすでに明らかにされていたとすれば、精度のよしあし、方法/条件、解釈等に差異がない場合には、原則としてその研究は「無価値」に等しいとされる可能性がある。
逆に言えば、これらに違いがあれば素人目には同じに見えるかもしれない研究成果いずれもが、新規な成果として評価される場合もある。例えば原子分解能での物質の測定は、電子顕微鏡でも、走査型トンネル顕微鏡でも、原子間力顕微鏡でも達成されているが、いずれの研究も極めて高い評価を得ている。また、誰にも知られず埋没していた研究と同じ成果が、誰かに「再発見」されることによって、その分野の研究に大きく貢献したり、評価されたりすることはある。代表例としてメンデルの法則やガロア理論などがある。また、ほぼ同時に同じ研究成果を挙げたり、あるいは異なる分野で独立に研究されていたものが、後に同じ研究成果であると判明した場合など、「独立して」研究がなされたと見なされる場合も同様である。
逆に、たとえ先行研究であっても、たとえば研究会のみで発表して論文として発表していなかった場合、あるいは発表が遅れた場合などは、その研究が先行した研究と認知されない場合もある（代表例として内山龍雄のゲージ理論などがある）。

### 研究史の整理
上記のように誰かの先行研究と自身の研究内容が重複しないようにするためや、また過去にいかなる研究が行われ、いかなる論証・プロセスを経て現在の学説や理論が構築されてきたかを理解するため、先行研究（論文）を次々に読み、時系列的に整理していく作業を「研究史の整理」と言う。これは過去の研究成果を踏まえて新規性のある研究テーマを見出だし、また自身の研究を、今ある研究体系の中に位置付けしていく上で極めて重大な意味をもつ。

### その他
- 卒業研究

## 分類
研究の分類は多種多様であり、厳密に区分することはできないが、大まかな分類には以下のようなものがある。
| 基礎研究 | 特別な応用や用途を考慮せず、新たな法則や定理などの「発見」を目的にして行われる研究。純粋研究とも呼ばれ、応用研究の核となる。                     |
| 応用研究 | 基礎研究の成果を応用し、特定の目標を定め、実用化の可能性を確認する研究。すでに実用化されている方法に関して、新たな応用方法を探索する研究も含む。 |
| 開発研究 | 基礎研究および応用研究の成果を利用し、科学技術（装置、製品、システム、工程など）の創出を目指す研究。既存の科学技術の改良を目的とする研究も指す。 |

## 形態

### 独自研究
独自研究は、一次研究とも呼ばれ、研究の主題に関する以前の出版物の要約、レビュー、または合成に基づくものではない研究のことである。作成された資料は、一次資料となる。一次研究の目的は新しい知識を生み出すことであり、既存の知識を新しい形(要約または分類)で提示することではない。
独自研究は、それが関係する規律に応じて、いくつかの形態を取る。実験では、通常、例えば、実験室などで、研究対象の直接的・間接的な観察を行い、実験、方法論、結果、および結論を文書化する。または以前の結果の新しい解釈を提供する。分析作業では、一般に、新しい (たとえば) 数学的な結果が生成されたり、既存の問題にアプローチする新しい方法が作成される。この種の実験や分析を行わない分野においては、研究者の研究の結果に基づいて既存の理解が変化または再解釈される特定の方法が独創性であると解釈される。
研究の独創性の程度は、学術雑誌に掲載される記事の主要な基準の一つであり、通常は査読によって確立される。大学院生は、論文の一部として、独自研究を行うことが一般的である。

### 科学研究
科学研究は、データを収集し、好奇心を満たすための体系的な方法である。この研究は、自然現象や世界の特性を説明のための科学的な情報と理論を提供する。科学研究は実用的な応用を可能とする。科学研究には、公的機関、慈善団体、多くの企業を含む民間団体が資金を提供している。科学研究は、学問や応用分野に応じて、様々な分類に細分化することができる。科学研究の内容は、学術機関の立場を判断するために広く使用されている基準であるが、研究の質は必ずしも教育の質につながらないため (相関関係が常にあるわけではない) 、不正確な評価であるとの主張もある。

### 人文科学研究
人文科学研究は、例えば、神秘学や記号論などの異なる方法を含む。人文科学者は通常、質問に対する究極の正解を探すのではなく、それを取り巻く問題と詳細を探る。文脈は常に重要であり、文脈は社会的、歴史的、政治的、文化的、または民族的であり得る。人文科学研究の一例は、歴史的手法で具体化された歴史的研究である。歴史家は、一次情報源やその他の証拠を使用して、トピックを体系的に調査し、過去の歴史を記述する。他の研究は、特にこれらを説明する理由や動機を探すことなく、社会や地域社会における行動の発生を調べることを目的としている。これらの研究は定性的または定量的であり、クィア理論やフェミニスト理論のような様々なアプローチを使用することができる。

### 芸術研究
芸術研究は、"実践に基づく研究" とも言われ、創作作品を研究対象とする場合である。それは知識と真実を探す研究において純粋な科学的方法に代わる手法である。

## 過程
研究を、作業工程という観点から考えた場合、基礎研究、応用研究の別によらず大雑把に言えば「研究とは仮説の構築とその検証、再評価の延々たる繰り返し」である。
「一つの研究」に着目して考えると「一つの研究」の各段階は、概ね「計画、実行、評価」の流れで見ることが出来、より詳しくは以下の要素からなっていると考えることが出来る。このように研究の過程が構造化されていることは、研究結果の公表物であるところの論文がIMRADのように構造化されているのとよく似ている。しかしながら、「論文におけるIMRADのような略称」は今のところない。
1. 予備調査、予備実験、先行研究のレビュー:
「何を調べたいのか」、「何を調べるのか」、「何を調べることが出来るのか」、「何を調べればモノになるのか？」「調べようとする問題に先人はどのように取り組んできたのか」、「調べようとする事柄を調べるにはどのような方法が検討しえるのか」を整理するために文献調査、討論、予備的な実験等を行う。
2. 研究目的の決定:
これからおこなう一連の活動によってどのような問題を解決、解明しようとするのかを決定する。また、これから解決、解明しようとする問題にどのような切り口から光を当てるのか、どのような着眼点を持つのかをまとめる。
3. 仮説の構築:
"(2)"で設定した問題の「仮の答え」をいくつか考える。ここでいうところの「仮の答え」は、「棄却すべきであるか否か」を「いくつかの実験事実等の事実」と「それからの推論」のみで決定できるものでなければならない（検証可能性）とされ、通常、定性的あるいは定量的なモデルを立てるという形をとる。
但し、場合によっては明確な形の仮説をおかず、「ここを調べればちょうど抜けたパズルのかけらが埋まりそうだ」といったレベルの考えで話を進めることもある（だからといって悪い結果が得られるとは限らない）。また、「どのような実験をすればどのような結果（どのような範囲、傾向の結果）が得られるのか」であるだとか、「もしこういう結果が出た場合はこういうことが考えられる」、「複数の実験および先行研究の結果を組み合わせた上でどのような知見が得られるのか」などの問題意識をよりハッキリさせるにとどまる場合がある。そのようなケースにおいては(2)の段階や(4)の段階との区別があいまいになる
4. （仮説検証のための）調査方法、実験方法の立案、実験の準備:
実際に行う実験を「いつ、どこで、何をつかってどのように何を行う」といったルーチンワークレベルの作業手順におとす。必要な機材がなければ購入計画を立てるあるいは設計するあるいは自分で製作する。また、解析するための方法を検討する。解析方法、実験回数の選択などは統計学特に実験計画法に従って検討する。
5. 実験、調査（データの収集、データの解析）:
"(4)"で立案した計画に沿って実際の実験、調査、解析などを行い、結果をグラフや図や表にまとめる。適宜統計処理を行う。実験、解析などの段階においては以下の"(9)"の「偶然的な発見」が得られることがあり、また、誤謬が紛れ込む可能性も高い。その意味でこの段階は、まさに研究におけるクリティカルフェーズである。この過程では、特に実験ノートが威力を発揮する。
6. 考察:
仮説、研究目的の妥当性の評価、得られたデータから予想あるいは主張できる内容の抽出、仮説の真偽判定及び修正、及びそれらに基づいた研究計画の修正などを行う。また、得られたデータや先行研究によって得られた事実にどのような文脈の中におくのかを検討する。
7. 研究成果発表の公表:
学会発表・専門誌への公刊、研究室内、学内での研究報告会、審査会等。ここでもらった意見の一部は研究にフィードバックされる。
8. 突然のひらめき:
有名な学者の多くが、行き詰まった環境下でふと、あることに気づき、ブレークスルーに繋がったというエピソードを語る。
9. 偶然的な発見（セレンディピティ）:
有名な学者の多くが偶然という言い方をするが、実際のところは、広くアンテナを張り巡らし、適切な記録をとり、わずかな兆候を見逃さず、いろいろな解析処理を試せるだけの技能とチャレンジ精神を持ち、適宜研究計画にフィードバックを加えるといったことが出来るぐらいに訓練された人間以外にはなかなかこのような幸運は訪れない。
10. 偶然（学会、ディスカッション）などで情報にめぐり合う:
ある噂を聞いてあわてて帰って研究室に引きこもって何かに取り付かれたように研究に取り組んだという逸話が残る先生が何人かいる。
11. 研究経費の獲得（科研費、COE等）:
地獄の沙汰も金次第。

高等学校向けの理科の検定教科書の課題研究の項や、各大学の学生実験の指導書等、研究の初心者あるいはそれ未満のレベルの人を対象とした人向けの教育課程では研究の過程として「『(1)→(2)→(3)→(4)→(5)→(6)→(1)』のループを何度か繰り返したあと、(7)に至る」などといった極めてオーソドックスな流れを解説している。ただし、理科の検定教科書間でも記述に若干の違いがあり、執筆者の個性が伺われる。ただし、どの教科書においても概ね「要素」としてあげているものは上の(1)～(7)で尽きている。問題は、一部の要素が結合されていたり、省略されていたり、より細分化されていたり、ループさせる/させないの違いだけである。特に、「得られた結果と実際の予想とが大きく食い違うこと」は、課題研究や学生実験では起こりにくく、また、そのような“変則的”（実際には“変則”でないほうがおかしいのだが）な事態に対処できるレベルは意外に高いという考えから、「研究結果をフィードバックさせる」というトレーニングをするか否かに大きな違いが現れる。また、(8)-(10)は、学生実験や高等学校の課題研究レベルでは問題になることが殆ど全くなく、検定教科書には解説されていない。
これらの要素をどのようにつなげるのか、どのように偶然的な要素や目標の現実とのズレを実際の研究計画にフィードバックするのかは、研究者の腕や個性、場合によっては価値観や感性にかかわってくる問題である。その意味では、必ずしも実際の研究の現場では必ずしも各要素を直線的に実行する（「『(1)→(2)→(3)→(4)→(5)→(6)→(1)』のループを何度か繰り返したあと、(7)に至る」といった具合に）わけではなく、そうあるべきとも限らない。
また、優先度が物を言う研究の世界では、極端な場合過去のデータを見て突然ひらめいてそのまま発表するといった「(8)→(10)」のような話や、(6)の過程を省略し、単なる実験結果の羅列を報告するケースなど、ショートカットや省略が多々あるとされる。また、偶然の発見の決定的な証拠が取れた場合、再現実験を何度か行いながら同時平行的に「それをどのような文脈におくのか」を検討するような流れ、つまり「(9)→(1),(2),(3),(4),(5),(6)→(7)」のようなこともよくあるとされる。さらに、通常は(6)の段階でテーマの分割、整理統合が行われる場合がよくある。優れた研究者の中には、(4),(5)と(6)の間の往復に殆どに労力をつぎ込み、ある程度の結果がたまったところで、(10)に至るものもある。また、実験計画の立案や実験のみを行う人、考察のみを行う人のように分業体制で研究を行っているところもある。実験系の場合には「装置の開発」や「材料の精製」の部分のみで学士、修士、博士の学位が与えられ、場合によってはノーベル賞クラスの評価が与えられることもある。一見、「装置の開発」や「材料の精製」の部分のみを行うことは(4)の段階にのみにとどまっているように見えるが、「装置の開発」や「材料の精製」という問題自体を一つの課題として考えれば概ね上の要素に還元できる場合が殆どである。
研究を行う際に、研究者が単独で行うか (個人研究)、もしくは民間企業等の他組織の研究者及び研究経費等を受け入れて、共通の課題について共同して行うか (共同研究)についても決定する。

## 手法

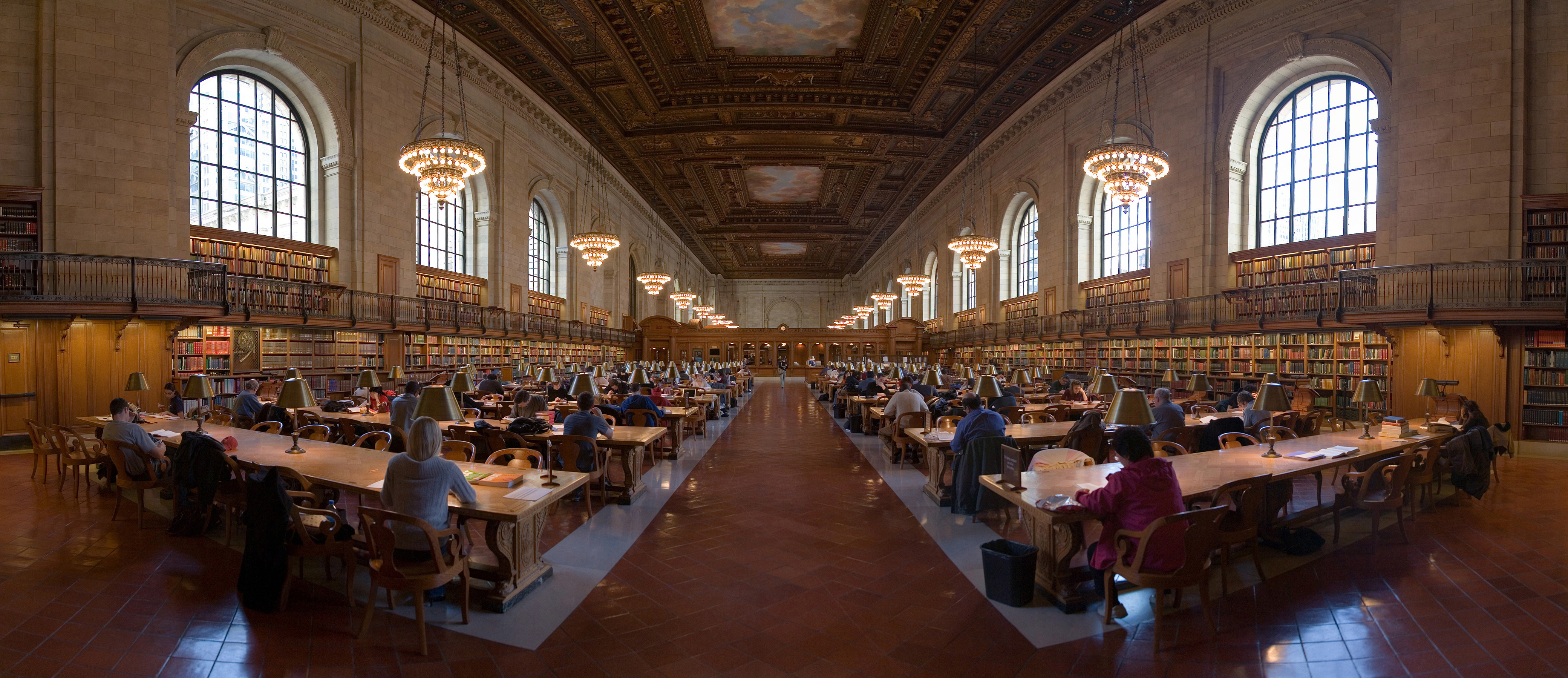
ニューヨーク公立図書館の研究室で二次調査が進行中の例

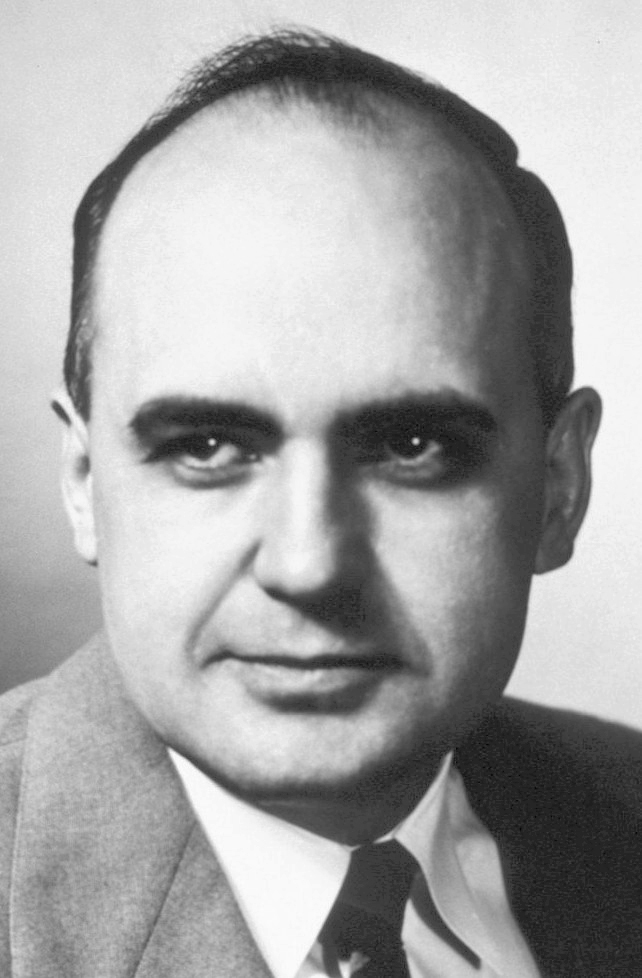
モーリス・ヒレマンは、20世紀の優れたワクチン学者で、当時の他のどの科学者よりも多くの命を救ったとして信じられている。

研究プロセスの目的は、新しい知識を生み出すこと、またはトピックや問題についての理解を深める方法である。このプロセスは、3 つの主要な形式を取る (ただし、それらの間の境界が不明瞭になる可能性がある)。
- 探索的研究、問題や疑問を特定し、定義するのに役立つ。
- 発展的研究、理論をテストし、問題や質問の解決策を提案する。
- 実証的研究、経験的証拠を用いて解決策の実現可能性をテストする

実証研究の設計にあたっては、定性的研究と定量的研究の2つの主要な種類がある。研究者は、調査したい研究トピックの性質と答えが欲しい質問に応じて、定性的または定量的な方法を選択する。
定性的研究
人間の行動と、行動を支配する理由を理解し、幅広い質問をしたり、言葉、画像、 ビデオなどの形でデータを収集したり、分析したり、テーマを探したりする。
定量的研究
定量的性質や現象、その関係を体系的に実証的に調査し、統計的手法を用いて分析する数値データを収集する。
定性的または定量的な研究において、研究者は一次または二次的なデータを収集することになる。 一次データは、面接やアンケートなどで、自分で研究のために収集したデータである。二次データは、調査に再利用できる国勢調査データなど、既に存在するデータである。研究倫理の慣行に倣うと、可能な限り二次データを使用することが望ましい。
混合研究法、すなわち、一次データと二次データの両方を用いた質的要素と定量的要素を含む研究が一般的になってきている。この方法には、定性、定量のそれぞれ単独では得られない利点がある。たとえば、研究者は定性的調査を行い、定量的調査を行って追加の洞察を得ることができる。
ビッグデータは研究方法に大きな影響を与え、多くの研究者がデータ収集に多くの労力を費やさないようになった。
非実証研究
非実証的な(理論的)研究は、観察と実験を用いるのとは対照的に、理論の発展を伴うアプローチである。そのため、非実証研究は、既存の知識を情報源として使用する問題の解決策を模索する。しかし、これは、既存の知識のプール内で新しいアイデアや革新が見つからないことを意味しない。非実証研究は、研究アプローチを強化するために経験的研究と併用できるため、経験的研究の絶対的な代替手段ではない。どちらも科学の特定の目的を持っているので、他のものよりも効果が低いわけでもない。一般的に経験的研究は、説明する必要がある事柄の観察を行う。その後、理論的研究はそれらを説明しようとし、そうすることで経験的にテスト可能な仮説を生み出す。これらの仮説は経験的にテストされ、さらなる説明が必要な観測事項が増える、など。科学的方法を参照。
非実証タスクの簡単な例は、既存の知識の差別化されたアプリケーションを使用して新薬のプロトタイプを作成することである。もう1つは、すべての成分が確立された知識から得られたフローチャートとテキストの形でのビジネスプロセスの開発である。宇宙論研究の多くは、本質的に理論的である。数学研究は、外部から入手可能なデータに依存せず、むしろ、数学的対象に関する定理を証明しようとする。

## 研究倫理
研究に求められる倫理。

## 研究関連の人物
- 研究主宰者（英語版）(研究室の主宰者、Principal investigator、略称：PI) ‐ 研究の責任者、研究グループのリーダー[17][18]
- 研究者 - 研究員